# 고성대로
고성대로는 미시령로에서 속초시 땅이나 미시령옛길을 거치지 않고 고성군 동해안 지역을 갈 수 있도록 지은 길이다. 2015년 12월 개통되었다.